# 八端十字架

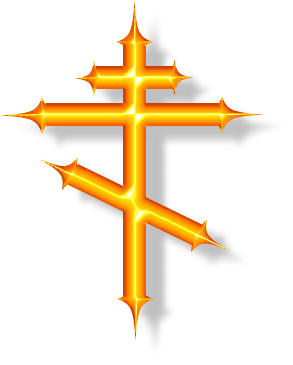
八端十字架

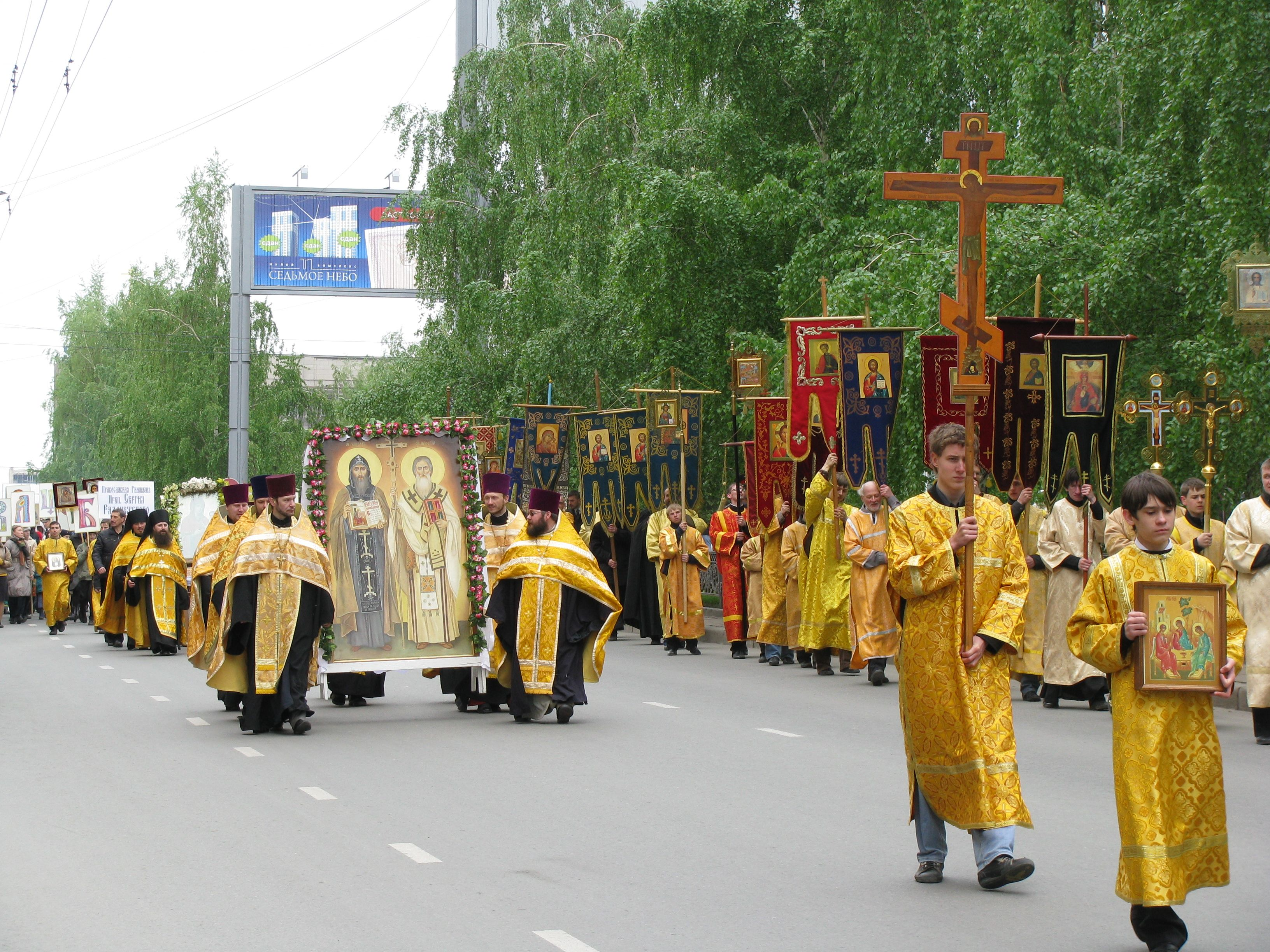
ノヴォシビルスクでの十字行。先導する八端十字架とイコン。先頭の少年が持つのは至聖三者のイコン。

八端十字架（はったんじゅうじか、英語: eight-pointed cross）は、ロシア正教会・ウクライナ正教会で頻繁に用いられ、ブルガリア正教会、セルビア正教会などのスラヴ系正教会でよく用いられる十字・十字架である。アメリカ正教会、フィンランド正教会、日本正教会でも広く用いられている。また、古儀式派でも頻繁に用いられる。すなわち、ロシアだけで使われている十字ではないため、ロシア十字（ロシア語: Russian cross）といった通称は、あまり正確な呼び名ではない（後述）。ただし、ギリシャ正教会をはじめとしたギリシャ系の正教会ではあまり使われない。
「八端十字架」の名称は8箇所の先端部分が存在することに由来する。
この十字のみが正教会の十字というわけではなく、他にもギリシャ十字などが正教会で多用される。
以下、正教会に関わる本項では日本正教会の訳語を断りなく用いる場合がある。

## 形状の意味

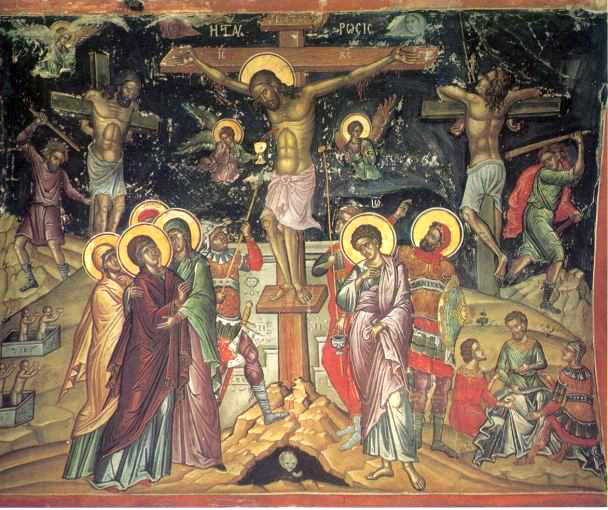
クレタのセオファニスによって16世紀に描かれた、ハリストス（キリスト）の磔刑とそれを見守る人々が描かれた正教会のイコン。罪状書きと足台、そして二人の盗賊も描き込まれており、正教会における伝承を忠実に反映している。アトス山のスタヴロニキタ修道院所蔵。

上部と下部の2本の線がラテン十字と異なる形状上の特徴であり、これについて以下に詳述する。
上部の線はハリストス（キリストのギリシャ語・ロシア語読み）の罪状書き（聖書に記述のある、「ユダヤ人の王・ナザレ人イエス」と書かれた札）を表している。なお札の部分の言葉は、正教の解釈を反映し、「ユダヤ人の王」ではなく「光栄の王」（教会スラヴ語: Царь славы, 英語: King of Glory)に置き換えられている。
下部の斜めになった線は、足台を表している。正教会の伝承では十字架には足台があったとされており、磔刑を描いたイコンにもそのような描写がされる。
下部の線が斜めになっているのは、聖書に記述のある、ハリストスとともに磔刑に処された2人の盗賊の死後を表現している。左側に磔刑にされた盗賊はハリストスを罵り、右側に磔刑にされた盗賊はハリストス（キリスト）を救世主と認めて楽園（天国）を約束されたという伝承（盗賊の言動自体は聖書の記述に基くが、「左右」については聖書に具体的記述はない）に基づき、棒の左が下げられ、棒の右側が上げられた形になっている。なお、「左右」については、磔刑に処せられたハリストスから見ての「左右」となる。

## 聖歌：「ラズボイニカ」
この盗賊（日本正教会では「右盗（うとう）」、カトリック教会では「聖ディスマス」と呼ばれる）についての伝承に基く祈祷文「善智なる盗賊」（聖大金曜日の早課の差遣詞）が、聖大金曜日の早課で歌われる。
教会スラヴ語ではこの聖歌は冒頭の語句をとって「Разбойника（ラズボイニカ・『盗賊』の意）」と呼ばれ、パヴェル・チェスノコフやアレクサンドル・グレチャニノフをはじめとした様々な作曲家がこの祈祷文に作曲した聖歌が、ロシアやブルガリアの正教会で愛唱されている。

## 名称

### 誤解を呼びやすい通称について

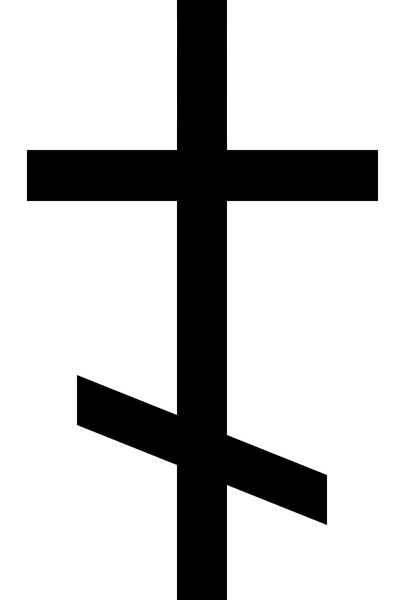
六端十字。罪状書き部分の無い八端十字の形状をしている。

「八端十字架」の他にも様々な通称がこの十字・十字架には用いられている。むしろ「八端十字架」よりもこれらの通称の方が通用性は高く、またいずれの通称も完全な誤りとは言いがたい。しかし誤解を呼びやすい呼び名となっているものも少なくない。以下ではそうした通称について解説する。また、日本語で呼ばれるもののみならず、英語等の各言語での通称についても列挙する。

#### 「ロシア十字」
日本のみならず各言語でも「ロシア十字」「ロシア十字架」「ロシア正教会の十字架」などとも呼ばれることがあるが、確かにロシア正教会で頻繁に使われる十字ではあるものの、以下の要因からあまり正確な表現ではない。
- ロシア正教会でも八端十字架以外の十字架は多用される（ギリシャ十字など）。
- ロシア正教会で用いられる事の多い六端十字架にも、諸言語で「ロシア十字」との別称がある。
- ロシア以外のスラヴ系正教会（ブルガリア正教会、セルビア正教会、ウクライナ正教会など）でも、ロシア、ウクライナほど多用されないものの八端十字架は使用される。

#### 「正教会の十字」
日本語ではあまり見られない表現であるが、各言語でこの呼び名は見られる（英語: Orthodox Cross, スペイン語: Cruz ortodoxa）。確かに正教会で頻繁に用いられる十字ではあるが、以下の要因からあまり精確な表現ではない。
- この十字架のみが正教会の正式な十字架というわけではなく、他にもギリシャ十字架やラテン十字架などが正教会で多用される。
- ギリシャ系の正教会ではほとんど用いられない。

#### 「横棒三本十字」
英語でみられる名称（英語: three bar cross）。アメリカ正教会の公式サイトでも使われている呼び名の一つであるが、横棒が三本ある十字としては他にカトリック教会における教皇十字もある。

#### その他の誤解を呼びやすい通称
- 東方十字（英語: Eastern cross） - 先述の通り、スラヴ系の正教会で多用されるものを東方正教会全体で多用されるものと錯覚させかねない表現である。
- ビザンティン十字（英語: Byzantine cross） - 先述の通り、八端十字架はスラヴ系の正教会で多用されるものであり、ビザンティンに歴史的に連なるギリシャ系正教会ではほとんど用いられないため、これは誤解を招きかねない表現というよりはむしろ誤りに近い。

## 画像

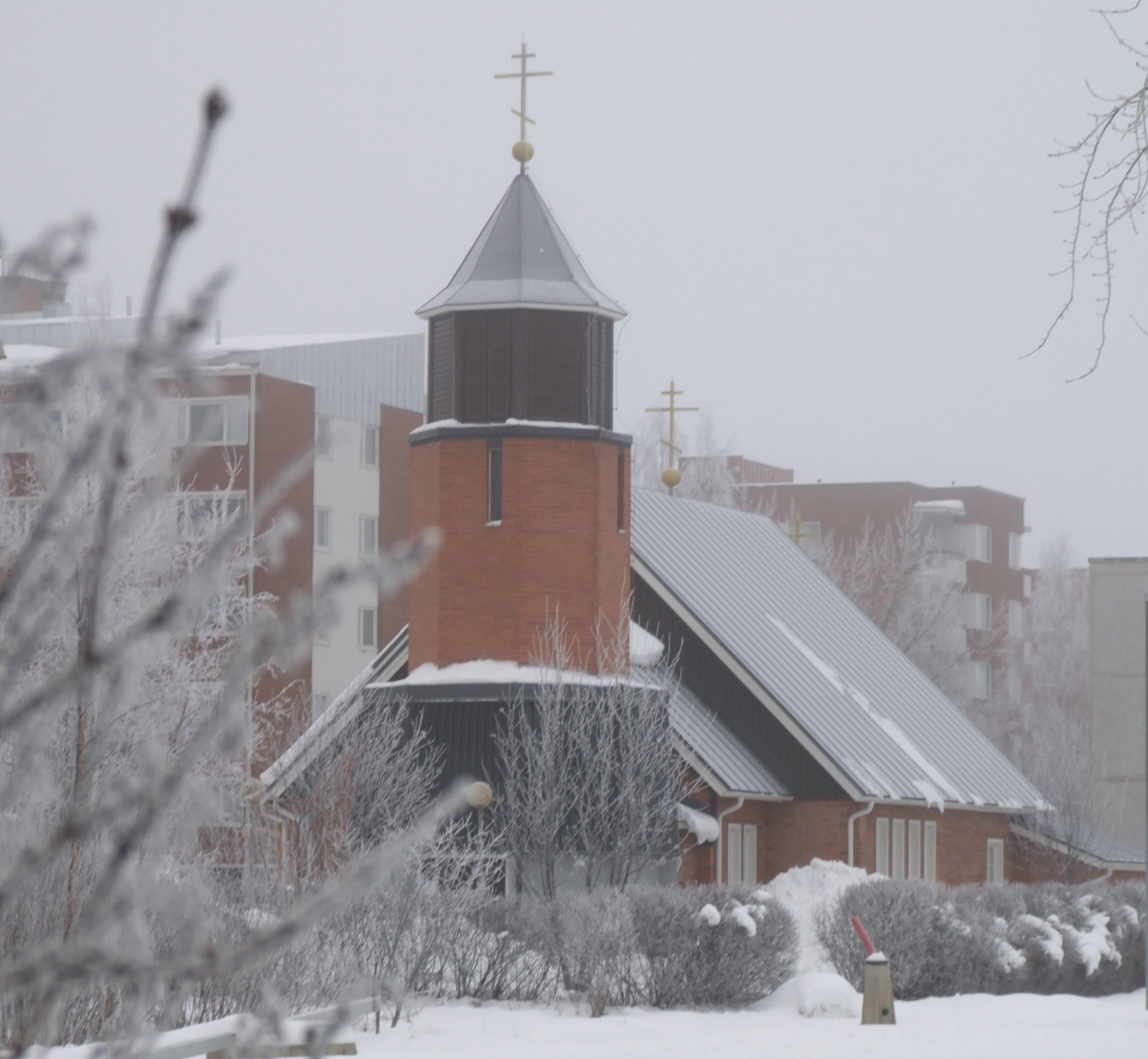
フィンランド正教会の至聖三者大聖堂（1957年建立）。屋根の上に八端十字架がある。
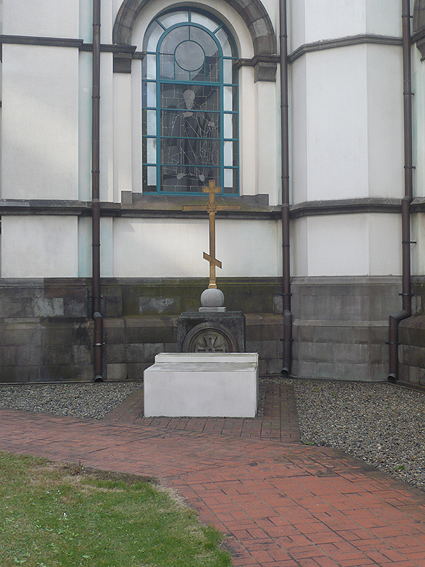
ニコライ堂の傍らにある八端十字架（日本正教会）
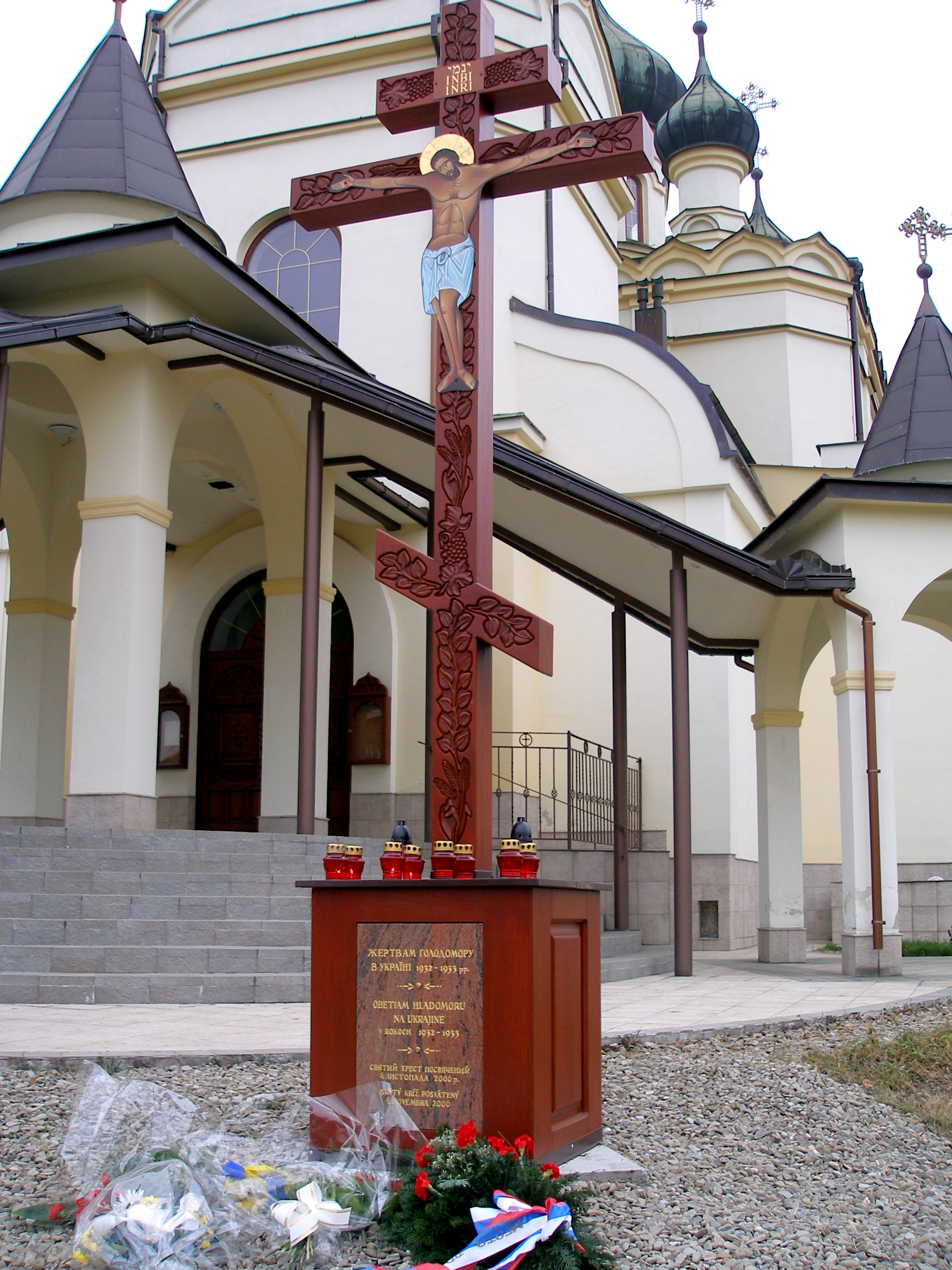
プレショフにあるアレクサンドル・ネフスキー大聖堂の傍らにある八端十字架
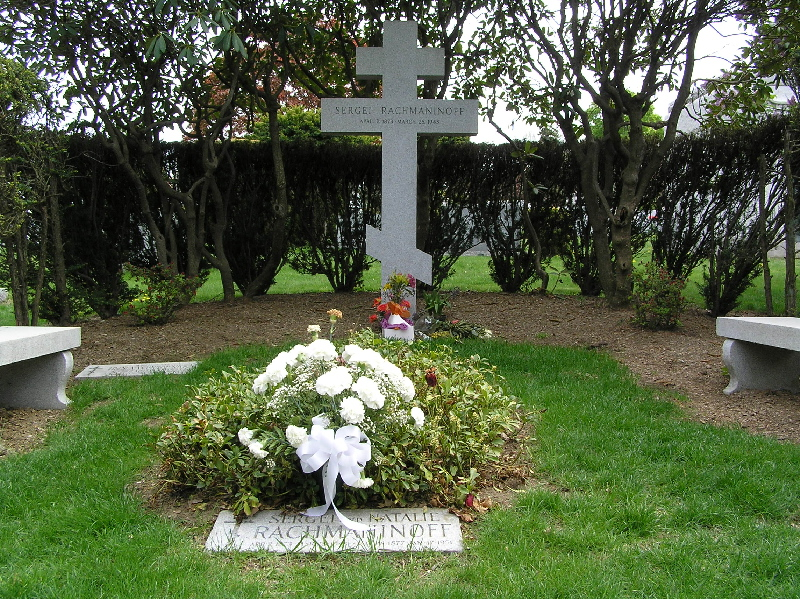
セルゲイ・ラフマニノフの墓。八端十字架が建てられている。
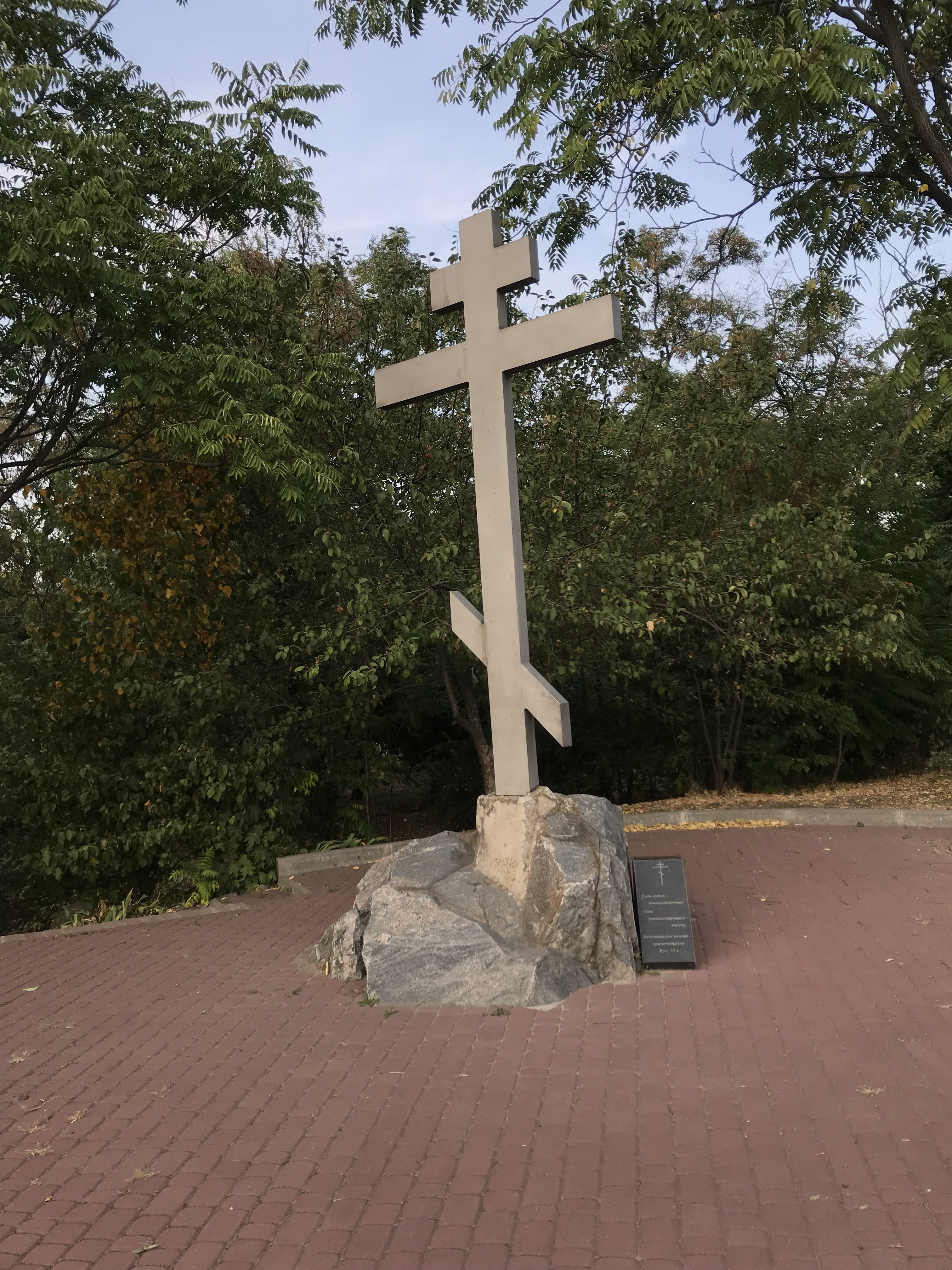

## 符号位置
| 記号 | Unicode | JIS X 0213 | 文字参照         | 名称           |
| ---- | ------- | ---------- | ---------------- | -------------- |
| ☦    | U+2626  | -          | &#x2626; &#9766; | ORTHODOX CROSS |